# Ruota dentata (araldica)
Ruota dentata è un termine utilizzato in araldica per indicare l'elemento base degli ingranaggi.
Non va confusa con la ruota di Santa Caterina, strumento del martirio della santa, condannata a morire dal governatore Massimino Daia.
La ruota dentata compare nell'emblema della Repubblica Italiana.
La ruota dentata è stata inserita come elemento araldico, simbolo di progresso e lavoro, anche negli stemmi e bandiere di alcuni stati usciti dal processo di decolonizzazione, specialmente di quelli dell'impero portoghese e di tendenza socialista, come Angola e Mozambico.

Ruota dentata a cinque raggi (Emblema della Repubblica Italiana)
Ruota d'acciaio, dentata di dodici (stemma di Montano Lucino)
Arco di ruota dentata (bandiera dell'Angola)
Arco di ruota dentata (emblema dell'Angola)
Ruota dentata piena (emblema del Mozambico)

È ripresa anche da alcune organizzazioni come il Rotary International — il Rotary Interact e il Rotaract — il cui emblema dal 1912 «consiste in una ruota con denti d'ingranaggio sul bordo esterno. […] I raggi devono dare l'idea di forza, mentre i denti dell'ingranaggio hanno il duplice ruolo di rendere dinamico il disegno e simboleggiare la potenza.» In questo caso la sua forma può anche simboleggiare il tipico tavolo conviviale a otto posti, considerato il numero perfetto per la convivialità. La ruota dentata è utilizzata anche da associazioni come Confindustria e da federazioni automobilistiche come la Federazione Internazionale dell'Automobile (FIA) per simboleggiare la meccanica e la tecnologia, fondamentali nel settore automobilistico.

La ruota dentata che rappresenta il mondo dei motori (FIA)

## Traduzioni
- Francese: roue d'engrenage
- Inglese: gear, cog wheel